# Jhorman Flores
Jhorman Flores (Santa Cruz de Mora, 10 de agosto de 1993) es un ciclista profesional venezolano.
Desde temprana edad compite en grandes carreras como la Vuelta al Táchira

## Palmarés
2013
- 1.º en Clasificación General Final Sub-23 Vuelta al Táchira  Venezuela

2014
- 1.º en Clasificación General Final Sub-23 Vuelta al Táchira  Venezuela

2015
- 1.º en Clasificación General Final Sub-23 Vuelta al Táchira  Venezuela

## Equipos
- 2013  Fegaven - PDVAL
- 2014  Gobernación del Táchira - IDT - Concafe
- 2015  JHS Grupo - JHS Aves - Osorio Motos